# Grammacephalus harpago
Grammacephalus harpago är en insektsart som beskrevs av Rauno E. Linnavuori 1978. Grammacephalus harpago ingår i släktet Grammacephalus och familjen dvärgstritar. Inga underarter finns listade i Catalogue of Life.